# 네덜란드 왕국
네덜란드 왕국(네덜란드어: Koninkrijk der Nederlanden 코닝크레이크 데르 네데를란던[*] 듣기 (도움말·정보), 파피아멘토어: Reino Hulandes, 문화어: 네데를란드 왕국)은 서유럽에 위치한 네덜란드 본토(유럽 네덜란드), 왕국 직할령인 카리브 네덜란드(보네르섬, 사바섬, 신트외스타티위스섬), 해외 영토(CAS 제도)인 아루바, 퀴라소와 신트마르턴을 포함하는 주권국이자 입헌군주국이다.

## 역사
- 1954년 ~ 1975년: 네덜란드 왕국 헌장 체결.
  -  네덜란드
  -  네덜란드령 안틸레스
  -  수리남

- 1975년 ~ 1986년: 수리남이 네덜란드 왕국으로부터 독립함.
  -  네덜란드
  -  네덜란드령 안틸레스

- 1986년 ~ 2010년: 아루바가 네덜란드령 안틸레스에서 떨어져 나감.
  -  네덜란드
  -  네덜란드령 안틸레스
  -  아루바

- 2010년 ~ 현재: 네덜란드령 안틸레스가 해체됨. 왕국 직할령인 카리브 네덜란드가 형성됨. 퀴라소와 신트마르턴은 별개의 구성국이 됨.
  -  네덜란드
  -  아루바
  -  퀴라소
  -  신트마르턴

## 네덜란드 왕국의 구성국
네덜란드 왕국은 서로 대등한 입장에서 왕국을 형성하고 있는 4개의 구성국으로 구성되어 있다.

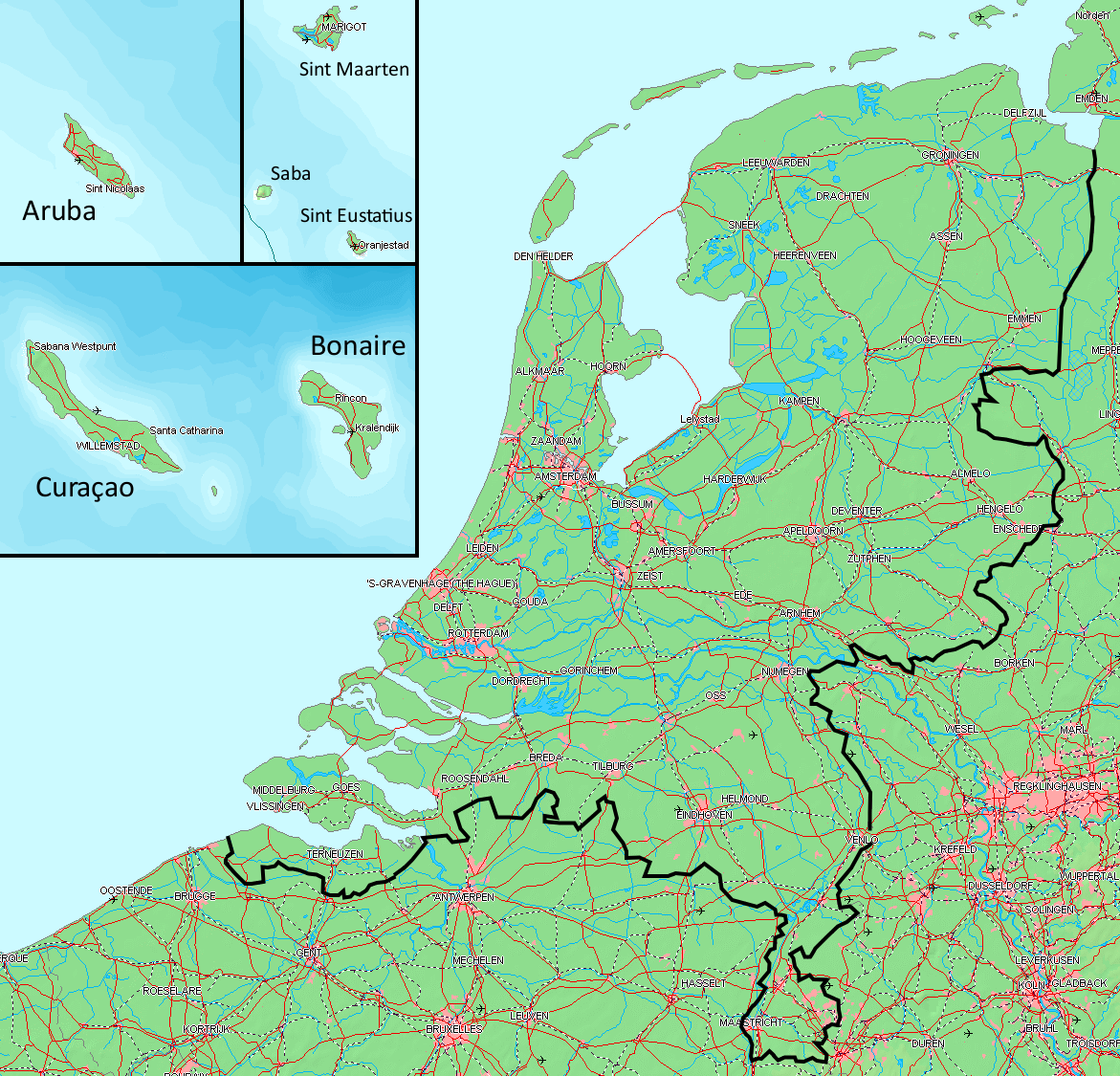
네덜란드 왕국 지도

| 나라                     | 인구 (2012년 1월 1일 기준) | 왕국 인구의 비율 | 면적 (km2) | 왕국 면적의 비율 | 인구 밀도 (명/km2) | 출처              |
| ------------------------ | -------------------------- | ---------------- | ---------- | ---------------- | ------------------ | ----------------- |
| 아루바                   | 103,504                    | 0.61%            | 193        | 0.45%            | 555                | [ lower-roman 1 ] |
| 퀴라소                   | 145,406                    | 0.85%            | 444        | 1.04%            | 320                | [ lower-roman 2 ] |
| 네덜란드 (네덜란드 본토) | 16,748,205                 | 98.32%           | 41,854     | 98.42%           | 396                |                   |
| — 유럽 네덜란드          | 16,725,902                 | 98.19%           | 41,526     | 97.65%           | 399                | [ lower-roman 3 ] |
| — 보네르섬               | 16,541                     | 0.10%            | 294        | 0.69%            | 46                 | [ lower-roman 2 ] |
| — 사바섬                 | 1,971                      | 0.01%            | 13         | 0.03%            | 134                | [ lower-roman 2 ] |
| — 신트외스타티위스섬     | 3,791                      | 0.02%            | 21         | 0.05%            | 137                | [ lower-roman 2 ] |
| 신트마르턴               | 37,429                     | 0.22%            | 34         | 0.08%            | 1,101              | [ lower-roman 2 ] |
| 네덜란드 왕국            | 16,879,748                 | 100.00%          | 42,525     | 100.00%          | 397                |                   |
| 1. 2. 3.                 |                            |                  |            |                  |                    |                   |

## 정치

### 헌장과 헌법
네덜란드 헌법, 아루바 헌법, 퀴라소 헌법, 신트마르턴 헌법은 각 구성국의 통치 방식을 정하고 있지만 네덜란드 왕국 헌장이 이들 헌법보다 우위에 있다. 네덜란드 헌법은 헌장에 언급된 왕국의 제도를 제정하고 규제한다.
이들 제도에 관한 헌장 중의 조항은 부가적인 헌장에 명시된 아루바, 퀴라소, 신트마르턴에 직접적으로 영향을 줄 수 있는 왕국의 사항에 대해서만 적용된다. 왕국의 사건이 아루바, 퀴라소, 신트마르턴에 영향을 주지 않는 경우에는 네덜란드 헌법에서 정한 조항에 따라 대처한다. 이러한 경우에 네덜란드는 네덜란드 헌법에 따라서 네덜란드 왕국이라는 입장에서 단독으로 행동한다. 그 외의 3개국은 자국에만 관련된 네덜란드 본토와 관련되지 않은 왕국의 사건에 대해서는 네덜란드처럼 행동할 수는 없다. 이들의 경우 헌장의 조항이 우선된다. 네덜란드 왕국 헌장의 개정은 모든 나라가 합의했을 때만 가능하다.

### 정부
네덜란드 왕국의 국왕과 국왕이 임명한 장관은 네덜란드 왕국 정부를 구성한다. 네덜란드 왕국 각료 회의는 네덜란드 왕국 헌장 제7조에 따라 네덜란드 각료 회의와 이를 보완하는 아루바 전권공사, 퀴라소 전권공사, 신트마르턴 전권공사로 구성되어 있다.
네덜란드 왕국 차원의 법률 문서로는 왕국법(Rijkswet), 왕국 추밀원령(Algemene maatregel van Rijksbestuur)이 있다. 왕국법의 예로는 "네덜란드 시민권에 관한 왕국법"(Rijkswet op het Nederlanderschap)이 있다.
네덜란드 국왕은 왕국의 국가원수이며 아루바, 퀴라소, 신트마르턴에서는 총독이 국왕의 대리인 역할을 한다.

### 입법부
네덜란드 왕국의 입법부는 네덜란드의 의회와 정부에 의해 구성되어 있다. 네덜란드 왕국 헌장 제14조, 제16조, 제17조에서는 아루바 의회, 퀴라소 의회, 신트마르턴 의회의 관여가 명시되어 있다.

### 국무회의
네덜란드 왕국 헌장 제13조에서는 왕국 국무회의의 설치가 명시되어 있다. 국무회의는 네덜란드 헌법에 규정되어 있지만 헌장은 아루바, 퀴라소, 신트마르턴의 요청에 따라 이들 구성국이 국무회의에 참여할 수 있다고 명시되어 있다. 아루바는 현재 이러한 권리를 행사하고 있다. 왕국의 구성국은 항상 이러한 권리를 행사하지 않는다. 네덜란드령 안틸레스는 1987년까지, 아루바는 2000년까지 이러한 권리를 행사하지 않았다.

### 사법부
네덜란드 대법원은 네덜란드령 안틸레스와 아루바의 폐지된 법률에 의한 네덜란드 왕국의 대법원이다. 이 법률의 기초는 네덜란드 왕국 헌장 제23조이다. 네덜란드 왕국 헌장 제23조 제2항에서는 왕국의 해외 지역에서 요청한 경우에는 그 나라에서 추가된 사법부를 위한 왕국법을 제정해야 한다고 명시되어 있다. 현재까지 아루바, 퀴라소, 신트마르턴은 모두 이러한 권리를 행사한 적은 없다.

## 같이 보기
- 서인도 연방